# FLYGOD
Albums de Westside Gunn
Roses Are Red... So Is Blood
(2016) There's God And There's FLYGOD, Praise Both
(2016)
Singles
1. Mr. T
Sortie : 23 novembre 2015
2. 50 Inch Zenith
Sortie : 5 février 2016
3. Dudley Boyz
Sortie : 23 février 2016

FLYGOD est le premier album studio de Westside Gunn, sorti le 11 mars 2016.
L'album comprend des featurings d'Action Bronson, Benny, Bro AA Rashid, Chase, Conway, Danny Brown, DJ Qbert, Keisha Plum, Mach Hommy, Meyhem Lauren, Roc Marciano, Skyzoo et Your Old Droog et des productions de The Alchemist, Apollo Brown, Daringer, Camouflage Monk, Roc Marciano, Statik Selektah ou encore Tha God Fahim.

## Liste des titres
| No  | Titre                                                                            | Contient un (des) sample(s) de                  | Durée |
| --- | -------------------------------------------------------------------------------- | ----------------------------------------------- | ----- |
| 1.  | Dunks (featuring Conway – Produit par Daringer)                                  |                                                 | 4:05  |
| 2.  | Gustavo (featuring Keisha Plum – Produit par Daringer)                           |                                                 | 4:41  |
| 3.  | Shower Shoe Lords (featuring Benny – Produit par Daringer)                       | Baddy de John Fiddy                             | 4:29  |
| 4.  | Vivian at the Art Basel (featuring Your Old Droog – Produit par Camouflage Monk) | Roberta de Les McCann                           | 4:40  |
| 5.  | Hall (Produit par Roc Marciano)                                                  | He Said Goodbye d'Eleanore Mills                | 1:44  |
| 6.  | Free Chapo (featuring Conway – Produit par Daringer)                             |                                                 | 2:38  |
| 7.  | Over Gold (featuring Meyhem Lauren – Produit par Daringer)                       |                                                 | 2:43  |
| 8.  | Bodies on Fairfax (featuring Danny Brown – Produit par Daringer)                 | Rainbow Music de Solaris                        | 3:17  |
| 9.  | Chine Gun (Produit par Daringer)                                                 | Repent Walpurgis de Procol Harum                | 2:35  |
| 10. | King City (featuring DJ Qbert et Mach Hommy – Produit par ThaGodFahim)           | Get Out of My Life Woman de Solomon Burke       | 3:35  |
| 11. | Omar's Coming (featuring Conway et Roc Marciano – Produit par Daringer)          | Super Smog 2 de Bernard Lubat                   | 2:37  |
| 12. | Mr. T (Produit par Apollo Brown)                                                 |                                                 | 3:25  |
| 13. | 50 In. Zenith (featuring Skyzoo – Produit par Statik Selektah)                   | Honey, Can I Put on Your Clothes d'Elkie Brooks | 2:57  |
| 14. | Sly Green Skit                                                                   |                                                 | 1:04  |
| 15. | 55 & A Half (Produit par Daringer)                                               |                                                 | 3:32  |
| 16. | Albright Knox (featuring Chase – Produit par Daringer)                           |                                                 | 3:29  |
| 17. | Dudley Boyz (featuring Action Bronson – Produit par The Alchemist)               |                                                 | 2:01  |
| 18. | Outro (Produit par Camouflage Monk)                                              | I Believe to My Soul de Junior Mance            | 4:22  |